# Żarki Wielkie
Żarki Wielkie (do 1945 niem. Groß-Särchen) – wieś w Polsce położona w województwie lubuskim, w powiecie żarskim, w gminie Trzebiel.
W latach 1975–1998 miejscowość administracyjnie należała do województwa zielonogórskiego.
W 1946 roku była tu 23 strażnica 5 Komendy Odcinka WOP.

## Zabytki
Do wojewódzkiego rejestru zabytków wpisane są:
- kościół, z XVII wieku[5], w początku XIX wieku
- dom Józefa Górskiego, z 1790 roku
- dom, ul. Zwycięstwa 30, drewniany z połowy XIX wieku

inne zabytki:
- plebania z XVIII wieku
- ruiny średniowiecznego zamku.

## Znane osoby
- Gustav Theodor Fechner – urodził się 19 kwietnia 1801 r. na terenie obecnej wsi Żarki Wielkie, fizyk i filozof niemiecki twórca psychofizyki doświadczalnej, znany z ustalenia prawa Webera-Fechnera[5].